# Kuwszynowo (rejon wołogodzki)
Kuwszynowo (ros. Кувшиново) – wieś w Rosji, w rejonie wołogodzkim obwodu wołogodzkiego. W 2010 r. liczyła 1288 mieszkańców.